# IC 2977
IC 2977 — галактика типу Sm (змішана спіральна галактика) у сузір'ї Центавр.
Цей об'єкт міститься в оригінальній редакції індексного каталогу.